# Héctor Guerrero (basket-ball)
Pour les articles homonymes, voir Guerrero (homonymie).
Héctor Guerrero, né le 24 novembre 1926, est un ancien joueur mexicain de basket-ball.